# 上孔茨
上孔茨（法語：Haute-Kontz，法語發音：[ot kɔ̃ts]；洛林法兰克语：Uewer-Kontz、Uewer-Konz）是法国摩泽尔省的一个市镇，位于该省西北部，属于蒂永维尔区。

## 地理
上孔茨（49°27'10"N, 6°19'5"E）面积6.41 平方千米，位于法国大東部大區摩泽尔省，该省份为法国东北部内陆省份，是洛林的一部分，西南接默尔特-摩泽尔省，东临下莱茵省，北与卢森堡和德国接壤。
与上孔茨接壤的市镇（或旧市镇、城区）包括：摩泽尔河畔贝格、贝伦莱锡尔克、孔茨莱班、加维斯、雷泰勒。
上孔茨的时区为UTC+01:00、UTC+02:00（夏令时）。

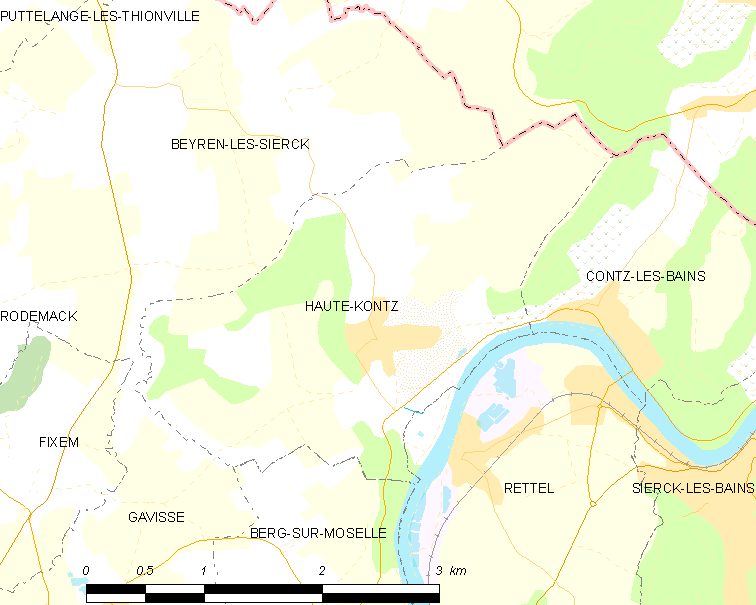
上孔茨的OSM定位图

## 行政
上孔茨的邮政编码为57480，INSEE市镇编码为57371。

## 政治
上孔茨所属的省级选区为布宗维尔县。

## 人口

1962-2008年间上孔茨人口变化图示

上孔茨于2022年1月1日时的人口数量为550人。

## 交通
摩泽尔省省道D64线和D64A线经过境内。